# Imperi de titans
Imperi de titans (títol original en anglès: Ice Palace) és una pel·lícula estatunidenca dirigida per Vincent Sherman. Segueix la novel·la Ice Palace d'Edna Ferber, que explica la història de Zeb Kenedy i de Thor Storm, colons a Alaska després de la Primera Guerra mundial. El film es va estrenar el 1960. Ha estat doblat al català.

## Argument
La pel·lícula segueix la novel·la d'Edna Ferber, explicant  la història de Zeb Kennedy (Richard Burton) i Thor Storm (Robert Ryan), a través d'Alaska en el període que segueix la Primera Guerra Mundial. Kennedy treballa  per la seva fàbrica de conserves de peix per tota Alaska, fent-se amic de Wang, un treballador xinès (George Takei), i de Storm, un capità idealista d'un vaixell de pesca. Kennedy i Storm comencen a planejar junts una fàbrica de conserves a la ciutat de Baranof, quan Kennedy s'enamora de Bridie Ballantyne, la promesa de Storm (Carolyn Jones). El sentiment és recíproc, però Kennedy escull els diners per sobre de l'amor, casant -se amb una hereva de Seattle, Dorothy Wendt (Martha Hyer). Quan Storm descobreix la infidelitat de la seva decebuda promesa, colpeja Kennedy i fuig al camp en un trineu tirat per gossos.

## Repartiment
- Richard Burton: Zeb Kennedy
- Robert Ryan: Thor Storm
- Martha Hyer: Dorothy Wendt Kennedy
- Jim Backus: Dave Husack
- Carolyn Jones: Bridie Ballantyne
- Ray Danton: Bay Husack
- Diane McBain: Christine Storm
- Karl Swenson: Scotty Ballantyne
- Shirley Knight: Grace Kennedy, amb 16 anys
- Barry Kelley: Einer Wendt
- Sheridan Comerate: Ross Guildenstern
- George Takei: Wang
- Steve Harris: Christopher Storm

## Producció
Els drets sobre Imperi de titans  van ser venuts per 350.000 dòlars a Warner Brothers abans de la publicació de la novel·la. El 1956, aquesta societat de producció ja havia tingut èxit amb l'adaptació d'una altra novel·la d'Edna Ferber, Giant.
La pel·lícula va ser rodada en part a Petersburg (Alaska).
Amb Imperi de titans  George Takei va iniciar-se en el cinema.

## Rebuda
Imperi de titans  va tenir una mala crítica i va ser un fracàs comercial als Estats Units. Segons una biografia de Ferber, el públic li va reservar una acollida glacial. El crític del The New York Times va qualificar la pel·lícula de «saga cinematogràfica tan falsa i tan sintètica com la que pot sortir d'una càmera de color» i « tan poc autèntica com una neu feta de fècula de blat de moro sobre un decorat a l'estudi ».